# Phanaeus triangularis
Phanaeus triangularis är en skalbaggsart som beskrevs av Thomas Say 1823. Phanaeus triangularis ingår i släktet Phanaeus och familjen bladhorningar.

## Underarter
Arten delas in i följande underarter:
- P. t. niger
- P. t. texensis